# Statistiche e record dello Spezia Calcio

## Statistiche di squadra

### Partecipazione ai campionati
| Livello | Categoria                      | Partecipazioni | Debutto   | Ultima stagione | Totale |
| ------- | ------------------------------ | -------------- | --------- | --------------- | ------ |
| 1º      | Prima Divisione                | 4              | 1921-1922 | 1924-1925       | 7      |
| 1º      | Serie A                        | 3              | 2020-2021 | 2022-2023       | 7      |
| 2º      | Seconda Divisione              | 1              | 1925-1926 | 1925-1926       | 31     |
| 2º      | Prima Divisione                | 3              | 1926-1927 | 1928-1929       | 31     |
| 2º      | Serie B                        | 27             | 1929-1930 | 2019-2020       | 31     |
| 3º      | Serie C                        | 19             | 1935-1936 | 1977-1978       | 40     |
| 3º      | Serie C1                       | 19             | 1978-1979 | 2005-2006       | 40     |
| 3º      | Lega Pro Prima Divisione       | 2              | 2010-2011 | 2011-2012       | 40     |
| 4º      | IV Serie                       | 4              | 1952-1953 | 1956-1957       | 19     |
| 4º      | Camp. Interregionale - 1ª Cat. | 1              | 1957-1958 | 1957-1958       | 19     |
| 4º      | Serie D                        | 4              | 1962-1963 | 1965-1966       | 19     |
| 4º      | Serie C2                       | 9              | 1979-1980 | 1999-2000       | 19     |
| 4º      | Lega Pro Seconda Divisione     | 1              | 2009-2010 | 2009-2010       | 19     |
| 5º      | Serie D                        | 1              | 2008-2009 | 2008-2009       | 1      |

In 94 stagioni sportive disputate a livello nazionale dall'esordio nella Lega Nord il 2 ottobre 1921, compresi 4 tornei di Prima Divisione (A), 5 tornei fra Seconda Divisione e Nord Italia (B). La terza divisione è divisa in 20 tornei di Serie C, 19 tornei di Serie C1 e 2 di Lega Pro Prima Divisione. Sono escluse le stagioni antecedenti il 1921 e l'annata 1953-1954, in cui lo Spezia partecipò ai tornei del Comitato Regionale Ligure.

### Altre statistiche
| In casa - Miglior vittoria Spezia - Savona 9-0 (1935-1936) Spezia - Taranto 9-0 (1939-1940) - Peggior sconfitta Spezia - Novara 0-6 (2012-2013) - Pareggio con più gol Spezia - Viterbese 4-4 (1997-1998) | In trasferta - Miglior vittoria Cirié - Spezia 0-5 (2008-09) - Peggior sconfitta Atalanta - Spezia 7-0 (1932-1933) - Pareggio con più gol Treviso - Spezia 4-4 (1980-1981) Lumezzane - Spezia 4-4 (2002-2003) Brescia-Spezia 4-4 (2018-2019) |

## Statistiche individuali

### Lista dei capitani
| Calciatore             | Ruolo | Stagioni al club                 | Stagioni da capitano      | Presenze | Reti |
| ---------------------- | ----- | -------------------------------- | ------------------------- | -------- | ---- |
| …                      |       |                                  |                           |          |      |
| Gianni Zennaro         | D     | 1951-1960 e 1960-1965            | 1962-1965 (3)             | 181      | 20   |
| Aldo Fontana           | D     | 1965-1967                        | 1965-1967 (2)             | 68       | 0    |
| Francesco Brancaleoni  | C     | 1966-1970                        | 1967-1969 (2)             | 109      | 3    |
| Osvaldo Motto          | D     | 1967-1979                        | 1969-1979 (10)            | 410      | 2    |
| Giampaolo Bonanni      | D     | 1969-1981                        | 1979-1981 (2)             | 379      | 5    |
| Giampaolo Visentin     | C     | 1981-1983                        | 1981-1983 (2)             | 63       | 12   |
| Maurizio Benedetti     | D     | 1979-1981 e 1982-1985            | 1983-1985 (2)             | 118      | 2    |
| Sergio Borgo           | C     | 1985-1988                        | 1985-1988 (3)             | 83       | 0    |
| Andrea Telesio         | A     | 1985-1989                        | 1988-1989 (1)             | 96       | 29   |
| Luciano Spalletti      | D     | 1986-1990                        | 1989-1990 (1)             | 120      | 7    |
| Danio Montani          | D     | 1989-1991                        | 1990-1991 (1)             | 56       | 3    |
| Pier Antonio Torroni   | D     | 1990-1992                        | 1991-1992 (1)             | 64       | 0    |
| Roberto Bergamaschi    | D     | 1991-1993 e 1994-1995            | 1992-1993 (1)             | 82       | 11   |
| Liborio Mirisola       | D     | 1990-1994                        | 1993-1994 (1)             | 120      | 2    |
| Giuseppe Vecchio       | D     | 1993-1996                        | 1994-1996 (3)             | 90       | 6    |
| Massimiliano Sabbadin  | C     | 1993-1997                        | 1996-1997 (1)             | 79       | 2    |
| Giorgio Eritreo        | C     | 1997-1998                        | 1997-1998 (1)             | 30       | 2    |
| Stefano Sottili        | D     | 1997-2001                        | 1998-1999 (1)             | 107      | 3    |
| Roberto Bordin         | D     | 1999-2002 e 2003-2005            | 1999-2002 e 2003-2005 (5) | 157      | 14   |
| Giovanni Pisano        | A     | 2001-2003                        | 2002-2003 (1)             | 56       | 32   |
| Vito Grieco            | C     | 2005-2007 e 2009-2010            | 2005-2007 e 2009-2010 (4) | 58       | 0    |
| Massimiliano Guidetti  | A     | 2004-2008                        | 2007-2008 (1)             | 135      | 59   |
| Pietro Fusco           | D     | 2005-2007 e 2008-2009            | 2008-2009 (1)             | 71       | 0    |
| Alberto Bianchi        | D     | 2005-2006, 2007-2008 e 2011-2012 | 2011-2012 (2)             | 96       | 8    |
| Marco Sansovini        | A     | 2012-2014                        | 2012-2014 (1)             | 52       | 21   |
| Pasquale Schiattarella | C     | 2014-2015                        | 2014 (1)                  | 31       | 0    |
| Luca Ceccarelli        | D     | 2003-2004, 2013-2014 e 2014-2015 | 2014-2015 (2)             | 54       | 1    |
| Felice Piccolo         | D     | 2014-2016                        | 2015-2016 (2)             | 37       | 1    |
| Claudio Terzi          | D     | 2015-2021                        | 2016-2021 (6)             | 194      | 5    |
| Giulio Maggiore        | C     | 2016-2022                        | 2021-2022 (1)             | 176      | 14   |
| Emmanuel Gyasi         | A     | 2018-2023                        | 2022-2023 (1)             | 172      | 23   |
| Daniele Verde          | A     | 2020-2024, 2025-                 | 2023-2024 (1)             | 118      | 29   |
| Petko Hristov          | D     | 2021-2023, 2023-                 | 2024- (2)                 | 84       | 6    |

### Presenze in partite ufficiali
Statistiche aggiornate al 4 giugno 2023.
In grassetto i calciatori ancora in squadra.
| Campionato - 409 Osvaldo Motto (1967-1979) - 381 Gianni Zennaro (1951-1960, 1960-1965) - 379 Giampaolo Bonanni (1969-1981) - 258 Pasquale Farina (1929-1931, 1942-1941) - 255 Giorgio Giulietti (1970-1979) - 239 Giovanni Costa (1940-1944, 1946-1949, 1951-1952, 1954-1955) - 236 Angelo Seghezza (1973-1980) - 205 Rinaldo Fiumi (1941-1942, 1945-1947, 1950-1957) - 199 Giuseppe Bumbaca (1954-1960, 1962-1963) 199 Umberto Santillo (1930-1940) | Coppe nazionali - 38 Osvaldo Motto (1972-1979) - 35 Giampaolo Bonanni (1972-1981) - 33 Alberto Boggio (1980-1988) - 32 Gianluca Coti (1999-2005) - 31 Giorgio Giulietti (1972-1979) - 28 Francesco Fazio (1976-1986) 28 Angelo Seghezza (1973-1983) - 26 Luciano Spalletti (1986-1990) - 25 Marco Biloni (1972-1975, 1981-1982) 25 Mauricio Sanguinetti (1997-2000, 2001-2003)                                                                    |
| In Serie A - 108 Emmanuel Gyasi (2020-2023) - 86 Kevin Agudelo (2020-2023) - 79 Daniele Verde (2020-2023) - 77 M'Bala Nzola (2020-2023) - 72 Simone Bastoni (2020-2023) 72 Dīmītrīs Nikolaou (2021-2023) - 68 Giulio Maggiore (2020-2022) - 62 Kelvin Amian (2020-2023) - 60 Ivan Provedel (2020-2022) - 57 Martin Erlić (2020-2022) | Serie B - 209 Pasquale Farina (1929-1931, 1936-1939, 1940-1941) - 196 Giovanni Costa (1940-1943, 1946-1949) - 174 Wando Persia (1930-1933, 1940-1943, 1946-1949) - 169 Claudio Terzi (2015-2020) - 155 Giuseppe Andrei (1929-1935) - 146 Francesco Migliore (2013-2017) - 142 Giulio Cappelli (1929-1933, 1938-1939) - 140 Eraldo Borrini (1938-1939, 1940-1943, 1946-1947) - 127 Filippo De Col (2014-2020) - 126 Leandro Chichizola (2014-2017) |
| Serie C/C1 - 409 Osvaldo Motto (1967-1979) - 355 Giampaolo Bonanni (1969-1979, 1980-1981) - 255 Giorgio Giulietti (1970-1979) - 203 Angelo Seghezza (1973-1979) - 154 Gianluca Coti (2000-2005) - 145 Corrado Poletto (1969-1974) - 138 Emer Franceschi (1972-1977) - 137 Lorenzo Rollando (1967-1972) 137 Gianni Zennaro (1951-1952, 1958-1960, 1960-1962) - 134 Vittorio Memo (1966-1971)                                                          | |

### Marcature in partite ufficiali
Statistiche aggiornate al 4 giugno 2023.
In grassetto i calciatori ancora in squadra.
| Campionato - 79 Giovanni Costa (1940-1944, 1946-1949, 1951-1952, 1954-1955) - 59 Giovanni Costanzo (1940-1943) 59 Massimiliano Guidetti (2004-2008) - 54 Giovanni Bermone (1931-1937) - 46 Luigino Vallongo (1964-1967) - 40 Massimo Barbuti (1979-1981) - 39 Gino Rossetti (1921-1926, 1938-1939) - 37 Nunzio Lazzaro (2008-2011) - 35 Giulio Cappelli (1928-1933, 1938-1939) - 34 Bruno Franceschina (1955-1959) | Coppe nazionali - 8 Igor Zaniolo (1997-2001) - 6 Giovanni Costanzo (1940-1943) 6 Andrea Mariano (1988-1989, 1990-1991) 6 Mauricio Sanguinetti (1997-2000, 2001-2003) - 5 Luciano Benassi(1936-1938) 5 Felice Evacuo (2011-2012) 5 Massimiliano Guidetti (2004-2008) - 4 13 calciatori                                                                                      |
| In Serie A - 26 M'Bala Nzola (2020-2023) - 17 Daniele Verde (2020-2023) - 12 Emmanuel Gyasi (2020-2023) - 6 Simone Bastoni (2020-2023) 6 Tommaso Pobega (2020-2021) - 5 Martin Erlić (2020-2022) 5 Giulio Maggiore (2020-2022) 5 Rey Manaj (2021-2022) 5 Roberto Piccoli (2020-2021) - 4 Kevin Agudelo (2020-2023) 4 Diego Farias (2020-2021)                                                                      | Serie B - 66 Giovanni Costa (1940-1943, 1946-1949) - 59 Giovanni Costanzo (1940-1943) - 33 Giulio Cappelli (1929-1933, 1938-1939) 33 Giuseppe Pozzo (1948-1951) - 30 Mario Torti (1946-1948) - 25 Eusebio Castigliano (1941-1943) 25 Massimiliano Guidetti (2004-2006) - 24 Andrea Catellani (2013-2016) - 23 Giuseppe Andrei (1929-1935) 23 Evaristo Malavasi (1949-1951) |
| Serie C/C1 - 34 Massimiliano Guidetti (2004-2006) - 32 Giovanni Bermone (1935-1936) 32 Giovanni Pisano (2001-2003) - 27 Daniele Agostini (1973-1977) - 26 Igor Zaniolo (1997-2000) - 25 Marco Biloni (1971-1975) - 24 Francesco Fiori (2000-2003) - 22 Alberto Duvina (1966-1969) - 19 Angelo Spanio (1968-1971) - 18 Gianluca Coti (2000-2005) 18 Giancarlo Roffi (1967-1968) 18 Roberto Rolla (1970-1972)        | |